# Ceratina belizensis
Ceratina belizensis là một loài Hymenoptera trong họ Apidae. Loài này được Baker mô tả khoa học năm 1907.